# Yury Gogotsi

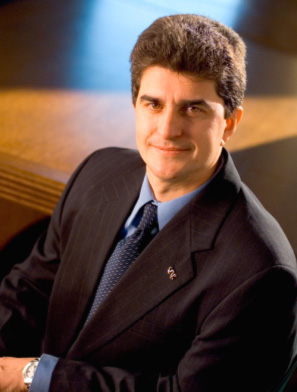
Yury Gogotsi

Yury Gogotsi (ukrainisch Юрій Георгійович Гогоці Jurij Heorhijowytsch Hohozi, wiss. Transliteration Jurij Heorhijovyč Hohoci; * 16. Dezember 1961 in Kiew, Ukrainische SSR) ist ein ukrainischer Materialwissenschaftler (Elektrochemie, Nanowissenschaften), der Professor an der Drexel University ist.
Gogotsi studierte am Polytechnischen Institut Kiew und wurde dort promoviert. Er habilitierte sich am Institut für Materialwissenschaft der Ukrainischen Akademie der Wissenschaften. 1990 bis 1992 war er mit einem Humboldt-Forschungspreis an der Universität Karlsruhe, 1992/93 mit einem Stipendium der Japan Society for the Promotion of Science am Tokyo Institute of Technology, 1993 bis 1995 an der Universität Oslo und 1995/96 an der Universität Tübingen.  1996 wurde er Assistant Professor und 1999 Associate Professor an der University of Illinois at Chicago. 2000 wurde er Professor an der Drexel University, wo er 2003 das Nanotechnology Institute gründete und dessen Direktor ist. 2010 wurde er Distinguished Professor.
Er befasst sich mit verschiedenen Kohlenstoff-Nanostruktur-Materialien zum Beispiel für die Speicherung elektrochemischer Energie (Superkondensatoren, Batterien) und in der Biomedizin. Außerdem befasste er sich mit Meerwasserentsalzung, hydrothermaler Synthese von Kohlenstoffnanostrukturen und von Keramiken.
Er war 2011 einer der Entdecker von MXenen, zweidimensionalen Schichten von Verbindungen von Kohlenstoff und/oder Stickstoff mit Übergangsmetallen.
2007 bis 2012 war er Junior-Mitglied des Institut Universitaire de France. 2012 erhielt er einen ERC Advanced Grant für die Forschung zu Ionentransport in Kohlenstoffnanoporen (IONACES Projekt).
Er gehört zu den hochzitierten Wissenschaftlern (Clarivate Citation Laureates 2018). 2015 wurde er Fellow der Royal Society of Chemistry, 2009 Fellow der American Association for the Advancement of Science und 2008 der Electrochemical Society. 2014 wurde er Ehrendoktor in Toulouse. 2024 wurde Gogotsi zum Mitglied der Academia Europaea gewählt und erhielt eine Blaise-Pascal-Medaille.

## Schriften (Auswahl)
- mit Patrice Simon: Materials for electrochemical capacitors, Nanoscience and Technology: A Collection of Reviews from Nature Journals, 2010, S. 320–329
- mit J. Chmiola, P. Simon u. a.: Anomalous increase in carbon capacitance at pore sizes less than 1 nanometer, Science, Band 313, 2006, S. 1760–1763
- mit  B. Dunn, Patrice Simon: Where do batteries end and supercapacitors begin ?, Science, Band 343, 2014, S. 1210–1211
- mit C. Largeot, P. Simon u. a.: Relation between the ion size and pore size for an electric double-layer capacitor, Journal of the American Chemical Society, Band 130, 2008, S. 2730–2731
- mit P. Simon: True performance metrics in electrochemical energy storage, Science, Band 334, 2011, S. 917–918
- mit V. N. Mochalin, O. Shenderova, D. Ho: The properties and applications of nanodiamonds, Nature Nanotechnology, Band 7, 2012, S. 11